# Journal für Kulturpflanzen
Das Journal für Kulturpflanzen (Journal of Cultivated Plants) ist eine vom Bundesforschungsinstitut für Kulturpflanzen (Julius Kühn-Institut) herausgegebene agrarwissenschaftliche Fachzeitschrift. Sie veröffentlicht wissenschaftlich begutachtete Originalbeiträge, Übersichtsarbeiten, Berichte, Personalien und Buchbesprechungen zu allen Themenbereichen der Kulturpflanzen. Inhaltliche Schwerpunkte sind die Phytomedizin (Pflanzenschutz, Pflanzengesundheit), der Pflanzenbau, die Pflanzenernährung, die Pflanzengenetik und die landwirtschaftliche Bodenkunde.
Die Fachzeitschrift ist Nachfolgeorgan des 1949 gegründeten Nachrichtenblattes des Deutschen Pflanzenschutzdienstes. Dessen primär phytomedizinische Ausrichtung wurde durch die Gründung des Julius Kühn-Instituts im Jahre 2008 und der dadurch bedingten strukturellen Neuorientierung der agrarwissenschaftlichen Bundesinstitute erheblich erweitert. Seit 2009 erscheint dieses Nachrichtenblatt deshalb unter dem neuen Titel Journal für Kulturpflanzen.  
2010 erfolgte die Fusion mit der Zeitschrift Pflanzenbauwissenschaften. Der inhaltliche Schwerpunkt liegt jedoch weiterhin auf dem Gebiet der Phytomedizin. Die Kontinuität des traditionsreichen Nachrichtenblattes des Deutschen Pflanzenschutzdienstes wird auch bibliographisch fortgeführt: die Nummerierung des ersten Jahrganges (2009) mit dem neuen Titel läuft weiter mit Band 61.
Die Fachzeitschrift erscheint monatlich im Eugen Ulmer Verlag, Stuttgart. Von den jährlichen zwölf Einzelheften sind nach der derzeitigen redaktionellen Planung jeweils zwei Schwerpunkthefte für das Fachgebiet Pflanzenbau vorgesehen. Veröffentlichungssprache ist überwiegend Deutsch.